# Saracura-marrom
Frango-d'água-moreno, saracura-castanha (Aramides wolfi) ou saracura-marrom (Aramides wolfi) é uma espécie de ave da família Rallidae.
Pode ser encontrada nos seguintes países: Colômbia, Equador e possivelmente no Peru.
Os seus habitats naturais são: florestas subtropicais ou tropicais húmidas de baixa altitude, florestas de mangal tropicais ou subtropicais e pântanos subtropicais ou tropicais.
Está ameaçada por perda de habitat.